# 邓斯坦
邓斯坦（英語：Dunstan）是英格兰主教、坎特伯雷大主教，生于威塞克斯，在英格兰复兴了修道院并对教会进行了改革，服侍了多个英格兰国王，担任英格兰国王和平者埃德加的顾问，深受埃德加信任。